# Chimarrogale
Chimarrogale is een geslacht van zoogdieren uit de  familie van de spitsmuizen (Soricidae). De wetenschappelijke naam van het geslacht werd in 1877 gepubliceerd door John Anderson.

## Soorten
Er worden 8 soorten in dit geslacht geplaatst:
- Chimarrogale hantu J. L. Harrison, 1958 – Maleise waterspitsmuis
- Chimarrogale himalayica (J. E. Gray, 1842) – Himalaya-waterspitsmuis
- Chimarrogale leander O. Thomas, 1902
- Chimarrogale phaeura O. Thomas, 1898 – Borneowaterspitsmuis
- Chimarrogale platycephala (Temminck, 1843)
- Chimarrogale styani de Winton, 1899
- Chimarrogale sumatrana (O. Thomas, 1921) – Sumatraanse waterspitsmuis
- Chimarrogale varennei O. Thomas, 1927